# اچ‌ام‌ای‌اس بنبری (اف‌سی‌پی‌بی ۲۱۷)
اچ‌ام‌ای‌اس بنبری (اف‌سی‌پی‌بی ۲۱۷) (به انگلیسی: HMAS Bunbury (FCPB 217)) یک کشتی است که طول آن ۱۳۷٫۶ فوت (۴۱٫۹ متر) می‌باشد. این کشتی در سال ۱۹۷۸ ساخته شد.